# جيمس كيث
جيمس كيث (بالإنجليزية: James Keith)‏ هو محامي وقاضي وسياسي أمريكي، ولد في 7 سبتمبر 1839 بمقاطعة فاوكواير في الولايات المتحدة، وتوفي في 1917 بريتشموند في الولايات المتحدة. حزبياً، نشط في الحزب الديمقراطي.